# Ammoniumpertechnetat
Ammoniumpertechnetat, NH4TcO4 ist das Ammonium-Salz der Pertechnetiumsäure HTcO4.

## Eigenschaften

### Physikalischen Eigenschaften
Das Salz kristallisiert in einer tetragonalen Kristallstruktur mit der Raumgruppe I41/a (Raumgruppen-Nr. 88) und den Gitterparametern a = 577,5 pm und c = 1325,2 pm bei 25 °C.

### Chemische Eigenschaften
Ammoniumpertechnetat löst sich leicht in wasserfreiem Fluorwasserstoff. Das Reaktionsprodukt ist Pertechnetylfluorid TcO3F.
Die Reduktion von Ammoniumpertechnetat mit Wasserstoff lässt metallisches Technetium gewinnen. Die Reduktion läuft erst bei 600 °C ab, bei kleineren Temperaturen entsteht Technetium(IV)-oxid.
{\displaystyle {\ce {NH4TcO4 + 2 H2 -> Tc + 4 H2O + 1/2 N2}}}